# Општина Оџаци
Општина Оџаци је једна од општина у Републици Србији. Налази се у АП Војводина и спада у Западнобачки округ. По подацима из 2004. општина заузима површину од 411 km² (од чега на пољопривредну површину отпада 35.049 ha, а на шумску 1.895 ha).
Општина се граничи са општинама Сомбор, Апатин, Кула, Бачка Паланка и Бач, а на Дунаву се граничи са Хрватском.
Седиште општине је градско насеље Оџаци. Према подацима са последњег пописа 2022. године у општини је живело 24.926 становника (према попису из 2011. било је 30.154 становника). У општини се налази 10 основних и 2 средње школе.

## Границе општине
Општина Оџаци простире се на западном делу Бачке уз леву обалу Дунава, на 41.112 ha. Чини је девет насељених места (Оџаци, Бачки Брестовац, Бачки Грачац, Богојево, Дероње, Каравуково, Лалић, Ратково и Српски Милетић).

### Рељеф
Основни облик овог региона настао је у олигомиоцену петрографским неогеним наслагама. Квартни слојеви истичу континенталну фазу за коју су карактеристичне еолска ерозија и дефлација, као фазе флувио-ерозивних процеса. Из наведеног произилази да су квартни спољашњи процеси најважнији у формирању морфолошких јединица Оџачког краја. Пружа се на крајњем западном делу општине Оџаци и у лучном повијању, тангенционално додирује ток Дунава. Морфолошка издвојеност меридионална оријентација правца пружања, надморска висина на сектору комуне, која југозападно од Богојева износи 82. метра а у области Камаришта на Дунаву свега 80. метара, рељефска неразвијеност, ниски инудациони терени, који су резултовали нижим економским потенцијалом, разнолик биљни и животињски свет, битне су физиометријске особине ове морфолошке јединице испитиваног краја.

## Антропогене вредности
На територији општине Оџаци налазе се локалитети „Доња Брањевина“, „Бело Поље'В'Сумарска земља“, „Смрдуша“, Православна (1869) и Римокатоличка црква (1814) Плебанија (XIX) у насељу Дероње, некропола на каналу ДТД, Православна (XVIII) и Римокатоличка црква (XIX) у 
Српском Милетићу, праисторијско насеље, Православна (XVIII) и Римокатоличка црква, кула (XIX) у Бачком Брестовцу, локалитет код циглане у Бачком Грачацу, „кестхељско гробље“ (VIII), „Селефелд“, Римокатоличка црква (1773) и воденица „Дунавка“ у Богојеву, Евангелистичка црква (1848—1852) у Лалићу, Мост I и II (праисторијско налазиште), код Мостонге и фабрике картонаже, Римокатоличка црква св. Михајла грађена од (1818—1821) у барокном стилу која је уједно и један од најстаријих архитектонских објеката у Оџацима. У њему се налази копија слике италијанског уметника Гвида Ренија која се чува у капуцинској цркви у Риму, 1895. црква проширена и реновирана, због културно-историјске вредности 1969. стављена је под заштиту државе поред ове цркве значајни културно-историјски споменици у општини Оџаци су још и Православна (1775) и Римокатоличка црква (XIX) у Раткову.

## Насељена места
- Бачки Брестовац
- Бачки Грачац
- Богојево
- Дероње
- Каравуково
- Лалић
- Оџаци
- Ратково
- Српски Милетић

### Биогеографија

#### Језеро Штранд
Језеро Штранд се налази у атару Богојева. Налази се у алувијалној равни Дунава и удаљено је 3km од речне обале. Положај језера у односу на друмске и железничке правце задовољава потребе развоја локалног туризма. На свега неколико стотина метара од језера налази се друмска комуникација која повезује гранични прелаз Богојево- Ердут (Хрватска) са саобраћајницом Бачка Паланка - Сомбор. Језеро има површину од 9 хектара и највећу дубину 10-14 метара. Могућност туристичког активирања представља квалитет песка плаже површине 2 хектара.

### Биљни и животињски свет
У ловним ревирима има дивљих свиња јелена, срна, зечева, лисица, јаребица, фазана и др. На подручју општине формирано је десет издвојених ловачких организација. С обзиром на број ловаца, ловних површина и капацитета ловишта, основна преокупација је уношење дивљачи у ловишта, забрана одстрела појединих врста дивљачи у одређеним сезонама и побољшање исхране током зиме. На ове моменте, поред осталог, утицао је и повећан интерес страних ловаца-туриста.
Ловиште „Лалинске ливаде”, које обухвата површину од 3900 хектара а којим газдује Ловачки савез Србије преко ловачке управе „Мостонга“ Камариште, и рибњак у Српском Милетићу не спадају под ловно газдинство.

### Хидрологија
Заступљеност вода на територији општине Оџаци резултат је утицаја бројних физичко-географских фактора као и антропогеног утицаја. Воде овог дела Бачке можемо разврстати на подземне и површинске. Њихов значај за живот људи био је одвајкада веома важан фактор. У нижим деловима атара подземна вода директно се одражава на услове и могућност искоришћења плодног земљишта на алувијалној и индивидуалној равни где висок ниво фреатске издани у пролећним месецима представља велики проблем при обради. Утицај подземних вода од приоритетног значаја је за биљне заједнице на нижем терену. Артешка издан је главни извор питке воде у свим насељима општине. Повришинске воде Оџачке општине представљене су у разгранатим мрежама канала ДТД и току Дунава.

### Дунав
Дунав је гранична река општине Оџаци према Хрватској у њеном у западном делу. То је је највећа река у нашој земљи и друга по величину у Европи са током дужине 2860 km. Његов ток карактерише обиље воде због огромног сливног подручја и повољног нивалноплувијалног режима на територији општине Оџаци чија је висинска скала осцилаторна. Минималан протицај Дунава код Богојева износио је 300. м³ у секунди 8. јануара 1909. док је апсолутни протицај код овог места забележен 15. јануара. 1956. и износио је 9.290 m³ у секунди. За Дунав су карактеристичне и ниске воде које се јављају у октобра и децембру. Дунав у сектору општине Оџаци има значаја у туристичкој валоризацији њеног природног потенцијала, о томе говори изградња викенд насеља код Богојева као вид боравишно-рекреативног туризма. Поред Дунава се истиче и канална мрежа ДТД на којима се може развити риболовни и наутички туризам

### Канали
Бистрина и провидност каналске воде износе 50-100 центиметара и креће се, дакле у границама чистоће и бистрине повољне за канале. Боја воде је зелено-жућкаста, односно зеленкасто смеђа. Дубина се креће од 2,5 -5 m.

## Етничка структура
Сва насељена места имају српско већинско становништво осим Богојева, који има мађарско, и Лалића, где Словаци чине релативну већину.
Национални састав општине према попису из 2011. године:
| Етнички састав према попису из 2011.‍ | Етнички састав према попису из 2011.‍ | Етнички састав према попису из 2011.‍ | Етнички састав према попису из 2011.‍ | Етнички састав према попису из 2011.‍ |
| ------------------------------------ | ------------------------------------ | ------------------------------------ | ------------------------------------ | ------------------------------------ |
|                                      |                                      |                                      |                                      |                                      |
| Срби                                 | Срби                                 |                                      | 25.077                               | 83,16%                               |
| Мађари                               | Мађари                               |                                      | 1.188                                | 3,93%                                |
| Роми                                 | Роми                                 |                                      | 1.035                                | 3,43%                                |
| Словаци                              | Словаци                              |                                      | 835                                  | 2,77%                                |
| Хрвати                               | Хрвати                               |                                      | 569                                  | 1,36%                                |
| Регионална припадност                | Регионална припадност                |                                      | 302                                  | 1,05%                                |
| остали                               | остали                               |                                      | 448                                  | 1,48%                                |
| неизјашњено                          | неизјашњено                          |                                      | 700                                  | 2,32%                                |
| укупно: 30.154                       |                                      |                                      |                                      |                                      |